# Dolioletta valdiviae
Dolioletta valdiviae är en ryggsträngsdjursart som först beskrevs av Neumann 1906.  Dolioletta valdiviae ingår i släktet Dolioletta och familjen tunnsalper.
Artens utbredningsområde är Indiska oceanen. Inga underarter finns listade i Catalogue of Life.